# Coupe du Sénégal de football 2023-2024
Navigation
Édition précédente Édition suivante
La Coupe du Sénégal de football 2023-2024 est la 63e édition de la Coupe du Sénégal, compétition à élimination directe mettant aux prises des clubs de football amateurs et professionnels affiliés à la Fédération sénégalaise de football et organisée par cette dernière.
Le vainqueur de la compétition se qualifie pour le tour de qualification de la Coupe de la confédération 2024-2025.
Cette année comme l’année précédente la Fédération sénégalaise de football a désignée une équipe pour jouer la Coupe de la confédération 2024-2025 a la place du vainqueur de la coupe du Sénégal, pour faire face au nouvelle règlement de la CAF.

## Déroulement de la compétition
Soixante-quatre équipes participent à la compétition : les vingt-huit clubs de la ligue professionnelle (14 équipes de Ligue 1 et 14 équipes de Ligue 2), les vingt-quatre clubs de National 1 et les 12 clubs issus des préliminaires entre les clubs de National 2 et les clubs de Division régionale.

## Logo
La FSF dévoile un nouveau logo et nouveau design pour le trophée de la compétition lors du tirage au sort des quarts de finale.

Logo de la Coupe du Sénégal édition 2024

## Déroulé du tirage au sort
Lors du tirage au sort, toutes les équipes se retrouvent dans un pot unique. Les rencontres sont tirées au fur et à mesure sans aucune restriction.
L'équipe tirée en premier reçoit à domicile sauf s'il y a deux divisions d'écart entre les deux adversaires. Dans ce cas, l'équipe de division inférieure reçoit. À partir des quarts de finale, cette règle saute.
S'il n'y a pas de vainqueurs à l'issue du temps règlementaire, une séance de tirs au but départagera les deux équipes. Les prolongations démarreront à partir des demi-finales.

## Phase finale

### Participants
Les douze clubs issus des préliminaires rejoignent les cinquante-deux équipes qualifiées.
| Niveaux                | Clubs |
| ---------------------- | --- |
| Ligue 1 (14)           | Teungueth FC, ASC Jaraaf, AS Dakar Sacré-Cœur, AS Pikine, Guédiawaye FC, ASC Sonacos, US Gorée, ASCE La Linguère, US Ouakam, Génération Foot, Jamono Fatick, Casa Sports, Stade de Mbour, Diambars FC. |
| Ligue 2 (14)           | Wally Daan FC, Oslo FA, AS Douanes, ASC HLM Dakar, AJEL de Rufisque, Amitié FC, RS Yoff, CNEPS Excellence, NGB Niarry Tally, DUC, ASAC Ndiambour, Thiès FC, Keur Madior FC, Demba Diop FC. |
| National 1 (24)        | Mbour PC, AS Kolda, Olympique de Ziguinchor, Cayor Foot, ASUC Ziguinchor, AS Cambérène, Gazelles FC de Bignona, Gazelle Kédougou, AS Kaffrine, EJ Fatick, Don Bosco FC, ASC Modèle de Mbao, UCST Port Autonome, ASC Yeggo, Étoile Lusitana, Avenir Dakar, ASC Jeanne d'Arc, ASSUR, US Rail, Africa Promo Foot, AS Bambey, UGB Saint-Louis, ASC Saloum, Africa Foot de Dakar. |
| National 2 (3)         | USPA, Haayo des Agnam, Guelwaars Fatick. |
| Division régionale (9) | Étoile Polaire Saint-Louis, Be Sport Academy, Les Férus de Foot, Falémé FC, Sandiara FC, Niaguis FC, Veterans Rosso, Club Olympique Thiéssois, Dial Diop SC. |

### 32ᵉ de finale
Le tirage a lieu le vendredi 29 mars 2024 au siège de la FSF à Dakar.

Les rencontres se tiennent les 17 et 18 avril 2024.
| Équipe 1                   | Résultat         | Équipe 2           |
| -------------------------- | ---------------- | ------------------ |
| Génération Foot            | 2-2 (10-9) T.a.b | ASC Sonacos        |
| Diambars FC                | 0-0 (2-4) T.a.b  | Casa Sports        |
| Gazelles FC de Bignona     | 0-2              | US Gorée           |
| Olympique de Ziguinchor    | 0-3              | CNEPS Excellence   |
| Étoile Polaire Saint-Louis | 1-2              | AJEL de Rufisque   |
| ASC HLM Dakar              | 1-1 (10-9) T.a.b | Oslo FA            |
| Be Sport Academy           | 0-1              | RS Yoff            |
| Mbour PC                   | 1-1 (4-3) T.a.b  | AS Kolda           |
| Stade de Mbour             | forfait          | Gazelle Kédougou   |
| AS Pikine                  | 1-1 (6-5) T.a.b  | UCST Port Autonome |
| ASC Modèle de Mbao         | 1-1 (6-7) T.a.b  | Wally Daan FC      |
| US Ouakam                  | 0-0 (1-3) T.a.b  | DUC                |
| ASC Saloum                 | 0-1              | Avenir Dakar       |
| Guédiawaye FC              | 1-2              | Keur Madior FC     |
| Demba Diop FC              | 0-2              | AS Bambey          |
| USPA                       | 0-1              | Teungueth FC       |
| ASUC Ziguinchor            | 0-0 (3-4) T.a.b  | ASC Jaraaf         |
| Haayo des Agnam            | 1-0              | US Rail            |
| Guelwaars Fatick           | 1-0              | Étoile Lusitana    |
| Les Férus de Foot          | 1-0              | NGB Niarry Tally   |
| Falémé FC                  | 1-4              | Africa Foot        |
| ASAC Ndiambour             | 1-2              | ASC Jeanne d'Arc   |
| Sandiara FC                | 0-0 (4-3) T.a.b  | Amitié FC          |
| Niaguis FC                 | 0-5              | Dakar SC           |
| Vétérans Rosso             | 1-2              | Jamono Fatick      |
| AS Cambérène               | 0-1              | Africa Promo Foot  |
| Club Olympique Thiéssois   | 0-2              | Don Bosco FC       |
| AS Kaffrine                | 4-0              | ASC Yeggo          |
| AS Douanes                 | 0-0 (7-6) T.a.b  | ASSUR              |
| Thiès FC                   | 2-0              | EJ Fatick          |
| Dial Diop SC               | 5-0              | UGB Saint-Louis    |
| ASCE La Linguère           | 0-1              | Cayor Foot         |

### 16ᵉ de finale
Le tirage a lieu au siège de la fédération sénégalaise de football, le vendredi 19 avril 2024. Les matchs, initialement prévus les 23 et 24 avril, se tiennent finalement du 30 avril au 2 mai.
Résultats : 
| Équipe 1          | Résultat        | Équipe 2         |
| ----------------- | --------------- | ---------------- |
| Mbour PC          | 0-0 (6-5) T.a.b | RS Yoff          |
| AS Kaffrine       | 4-0             | Don Bosco FC     |
| US Gorée          | 1-1 (5-6) T.a.b | CNEPS Excellence |
| Teungueth FC      | 3-0             | AS Bambey        |
| Les Férus de Foot | 1-1 (5-3) T.a.b | Guelwaars Fatick |
| AS Douanes        | 1-0             | Thiès FC         |
| Haayo des Agnam   | 1-1 (4-5) T.a.b | ASC Jaaraf       |
| Sandiara FC       | 0-0 (2-4) T.a.b | Dakar SC         |
| Casa Sports       | 0-0 (5-4) T.a.b | Génération Foot  |
| AS Pikine         | 0-0 (6-5) T.a.b | Stade de Mbour   |
| Wally Daan FC     | 1-0             | DUC              |
| Dial Diop SC      | 1-0             | Cayor Foot       |
| Keur Madior FC    | 1-0             | Avenir Dakar     |
| Africa Foot       | 0-3             | ASC Jeanne d'Arc |
| ASC HLM Dakar     | 0-0 (4-2) T.a.b | AJEL de Rufisque |
| Africa Promo Foot | 0-3             | Jamono Fatick    |

### 8ᵉ de finale
Le tirage a lieu le 13 mai 2024 au siège de la FSF. Les matchs se tiennent les 21, 22 et 23 mai 2024.
Résultats :
| Équipe 1          | Résultat        | Équipe 2         |
| ----------------- | --------------- | ---------------- |
| Mbour PC          | 0-0 (4-3) T.a.b | AS Kaffrine      |
| Teungueth FC      | 3-0             | CNEPS Excellence |
| Les Férus de Foot | 2-0             | AS Douanes       |
| Dakar SC          | 0-1             | ASC Jaaraf       |
| Casa Sports       | 1-0             | AS Pikine        |
| Dial Diop SC      | 2-1             | Wally Daan FC    |
| Keur Madior FC    | 1-1 (2-4) T.a.b | ASC Jeanne d'Arc |
| Jamono Fatick     | 2-1             | ASC HLM Dakar    |

### Tableau final
Le tirage au sort des quarts de finale est effectué le vendredi 31 mai 2024 à 10 h au siège de la FSF,.
Les affiches des demi-finales ont aussi été tirées au sort.
|  | Quarts de finale                        | Quarts de finale                        | Quarts de finale                            | Quarts de finale                        |                   |                   | Demi-finales                             | Demi-finales                             | Demi-finales                             | Demi-finales                             |  |  | Finale                                          | Finale                                          | Finale                                          | Finale                                          |
|  |                                         |                                         |                                             |                                         |                   |                   |                                          |                                          |                                          |                                          |  |  |                                                 |                                                 |                                                 |                                                 |
|  | 5 juin 2024 Stade Alboury Ndiaye, Louga | 5 juin 2024 Stade Alboury Ndiaye, Louga | 5 juin 2024 Stade Alboury Ndiaye, Louga     | 5 juin 2024 Stade Alboury Ndiaye, Louga |                   |                   | 12 juin 2024 Stade Alboury Ndiaye, Louga | 12 juin 2024 Stade Alboury Ndiaye, Louga | 12 juin 2024 Stade Alboury Ndiaye, Louga | 12 juin 2024 Stade Alboury Ndiaye, Louga |  |  | 22 juillet 2024 Stade Abdoulaye-Wade,Diamniadio | 22 juillet 2024 Stade Abdoulaye-Wade,Diamniadio | 22 juillet 2024 Stade Abdoulaye-Wade,Diamniadio | 22 juillet 2024 Stade Abdoulaye-Wade,Diamniadio |
|  | 5 juin 2024 Stade Alboury Ndiaye, Louga | 5 juin 2024 Stade Alboury Ndiaye, Louga | 5 juin 2024 Stade Alboury Ndiaye, Louga     | 5 juin 2024 Stade Alboury Ndiaye, Louga |                   |                   | 12 juin 2024 Stade Alboury Ndiaye, Louga | 12 juin 2024 Stade Alboury Ndiaye, Louga | 12 juin 2024 Stade Alboury Ndiaye, Louga | 12 juin 2024 Stade Alboury Ndiaye, Louga |  |  | 22 juillet 2024 Stade Abdoulaye-Wade,Diamniadio | 22 juillet 2024 Stade Abdoulaye-Wade,Diamniadio | 22 juillet 2024 Stade Abdoulaye-Wade,Diamniadio | 22 juillet 2024 Stade Abdoulaye-Wade,Diamniadio |
|  | Les Férus de Foot                       | Les Férus de Foot                       | 1                                           | 1                                       |                   |                   | 12 juin 2024 Stade Alboury Ndiaye, Louga | 12 juin 2024 Stade Alboury Ndiaye, Louga | 12 juin 2024 Stade Alboury Ndiaye, Louga | 12 juin 2024 Stade Alboury Ndiaye, Louga |  |  | 22 juillet 2024 Stade Abdoulaye-Wade,Diamniadio | 22 juillet 2024 Stade Abdoulaye-Wade,Diamniadio | 22 juillet 2024 Stade Abdoulaye-Wade,Diamniadio | 22 juillet 2024 Stade Abdoulaye-Wade,Diamniadio |
|  | Les Férus de Foot                       | Les Férus de Foot                       | 1                                           | 1                                       |                   |                   | 12 juin 2024 Stade Alboury Ndiaye, Louga | 12 juin 2024 Stade Alboury Ndiaye, Louga | 12 juin 2024 Stade Alboury Ndiaye, Louga | 12 juin 2024 Stade Alboury Ndiaye, Louga |  |  | 22 juillet 2024 Stade Abdoulaye-Wade,Diamniadio | 22 juillet 2024 Stade Abdoulaye-Wade,Diamniadio | 22 juillet 2024 Stade Abdoulaye-Wade,Diamniadio | 22 juillet 2024 Stade Abdoulaye-Wade,Diamniadio |
|  | Dial Diop SC                            | Dial Diop SC                            | 0                                           | 0                                       |                   |                   | 12 juin 2024 Stade Alboury Ndiaye, Louga | 12 juin 2024 Stade Alboury Ndiaye, Louga | 12 juin 2024 Stade Alboury Ndiaye, Louga | 12 juin 2024 Stade Alboury Ndiaye, Louga |  |  | 22 juillet 2024 Stade Abdoulaye-Wade,Diamniadio | 22 juillet 2024 Stade Abdoulaye-Wade,Diamniadio | 22 juillet 2024 Stade Abdoulaye-Wade,Diamniadio | 22 juillet 2024 Stade Abdoulaye-Wade,Diamniadio |
|  | Dial Diop SC                            | Dial Diop SC                            | 0                                           | 0                                       | Les Férus de Foot | Les Férus de Foot | 0 (5)                                    | 0 (5)                                    |                                          |                                          |  |  | 22 juillet 2024 Stade Abdoulaye-Wade,Diamniadio | 22 juillet 2024 Stade Abdoulaye-Wade,Diamniadio | 22 juillet 2024 Stade Abdoulaye-Wade,Diamniadio | 22 juillet 2024 Stade Abdoulaye-Wade,Diamniadio |
|  | 4 juin 2024 Stade de Ngor, Ngor         |                                         |                                             |                                         | Les Férus de Foot | Les Férus de Foot | 0 (5)                                    | 0 (5)                                    |                                          |                                          |  |  | 22 juillet 2024 Stade Abdoulaye-Wade,Diamniadio | 22 juillet 2024 Stade Abdoulaye-Wade,Diamniadio | 22 juillet 2024 Stade Abdoulaye-Wade,Diamniadio | 22 juillet 2024 Stade Abdoulaye-Wade,Diamniadio |
|  |                                         |                                         | ASC Jaraaf                                  | ASC Jaraaf                              | 0 (3)             | 0 (3)             |                                          |                                          |                                          |                                          |  |  | 22 juillet 2024 Stade Abdoulaye-Wade,Diamniadio | 22 juillet 2024 Stade Abdoulaye-Wade,Diamniadio | 22 juillet 2024 Stade Abdoulaye-Wade,Diamniadio | 22 juillet 2024 Stade Abdoulaye-Wade,Diamniadio |
|  | ASC Jaraaf                              | ASC Jaraaf                              | ASC Jaraaf                                  | ASC Jaraaf                              | 0 (3)             | 0 (3)             | 2                                        | 2                                        |                                          |                                          |  |  | 22 juillet 2024 Stade Abdoulaye-Wade,Diamniadio | 22 juillet 2024 Stade Abdoulaye-Wade,Diamniadio | 22 juillet 2024 Stade Abdoulaye-Wade,Diamniadio | 22 juillet 2024 Stade Abdoulaye-Wade,Diamniadio |
|  | ASC Jaraaf                              | ASC Jaraaf                              | 13 juin 2024 Stade Amadou Barry, Guédiawaye |                                         |                   |                   | 2                                        | 2                                        |                                          |                                          |  |  | 22 juillet 2024 Stade Abdoulaye-Wade,Diamniadio | 22 juillet 2024 Stade Abdoulaye-Wade,Diamniadio | 22 juillet 2024 Stade Abdoulaye-Wade,Diamniadio | 22 juillet 2024 Stade Abdoulaye-Wade,Diamniadio |
|  | Casa Sports                             | Casa Sports                             | 0                                           | 0                                       |                   |                   |                                          |                                          |                                          |                                          |  |  | 22 juillet 2024 Stade Abdoulaye-Wade,Diamniadio | 22 juillet 2024 Stade Abdoulaye-Wade,Diamniadio | 22 juillet 2024 Stade Abdoulaye-Wade,Diamniadio | 22 juillet 2024 Stade Abdoulaye-Wade,Diamniadio |
|  | Casa Sports                             | Casa Sports                             | 0                                           | 0                                       | Les Férus de Foot | Les Férus de Foot | 0                                        | 0                                        |                                          |                                          |  |  |                                                 |                                                 |                                                 |                                                 |
|  | 5 juin 2024 Stade Massène Sène, Fatick  |                                         |                                             |                                         | Les Férus de Foot | Les Férus de Foot | 0                                        | 0                                        |                                          |                                          |  |  |                                                 |                                                 |                                                 |                                                 |
|  |                                         |                                         | Mbour PC                                    | Mbour PC                                | 1                 | 1                 |                                          |                                          |                                          |                                          |  |  |                                                 |                                                 |                                                 |                                                 |
|  | Jamono Fatick                           | Jamono Fatick                           | Mbour PC                                    | Mbour PC                                | 1                 | 1                 | 0                                        | 0                                        |                                          |                                          |  |  |                                                 |                                                 |                                                 |                                                 |
|  | Jamono Fatick                           | Jamono Fatick                           |                                             |                                         |                   |                   |                                          |                                          |                                          |                                          |  |  |                                                 |                                                 |                                                 |                                                 |
|  | ASC Jeanne d'Arc                        | ASC Jeanne d'Arc                        | 1                                           | 1                                       |                   |                   |                                          |                                          |                                          |                                          |  |  |                                                 |                                                 |                                                 |                                                 |
|  | ASC Jeanne d'Arc                        | ASC Jeanne d'Arc                        | 1                                           | 1                                       | ASC Jeanne d'Arc  | ASC Jeanne d'Arc  | 1 (3)                                    | 1 (3)                                    |                                          |                                          |  |  |                                                 |                                                 |                                                 |                                                 |
|  | 5 juin 2024 Stade Caroline Faye, Mbour  |                                         |                                             |                                         | ASC Jeanne d'Arc  | ASC Jeanne d'Arc  | 1 (3)                                    | 1 (3)                                    |                                          |                                          |  |  |                                                 |                                                 |                                                 |                                                 |
|  |                                         |                                         | Mbour PC                                    | Mbour PC                                | 1 (4)             | 1 (4)             |                                          |                                          |                                          |                                          |  |  |                                                 |                                                 |                                                 |                                                 |
|  | Mbour PC                                | Mbour PC                                | Mbour PC                                    | Mbour PC                                | 1 (4)             | 1 (4)             | 2                                        | 2                                        |                                          |                                          |  |  |                                                 |                                                 |                                                 |                                                 |
|  | Mbour PC                                | Mbour PC                                |                                             |                                         |                   |                   |                                          | 2                                        |                                          |                                          |  |  |                                                 |                                                 |                                                 |                                                 |
|  | Teungueth FC                            | Teungueth FC                            | 0                                           | 0                                       |                   |                   |                                          |                                          |                                          |                                          |  |  |                                                 |                                                 |                                                 |                                                 |
|  | Teungueth FC                            | Teungueth FC                            | 0                                           | 0                                       |                   |                   |                                          |                                          |                                          |                                          |  |  |                                                 |                                                 |                                                 |                                                 |
|  |                                         |                                         |                                             |                                         |                   |                   |                                          |                                          |                                          |                                          |  |  |                                                 |                                                 |                                                 |                                                 |

,,